# Topsham (Maine)
Topsham es un pueblo ubicado en el condado de Sagadahoc en el estado estadounidense de Maine. En el Censo de 2010 tenía una población de 8.784 habitantes y una densidad poblacional de 95,29 personas por km².

## Geografía
Topsham se encuentra ubicado en las coordenadas 43°57′54″N 69°57′20″O / 43.96500, -69.95556. Según la Oficina del Censo de los Estados Unidos, Topsham tiene una superficie total de 92.18 km², de la cual 83.39 km² corresponden a tierra firme y (9.54%) 8.79 km² es agua.

## Demografía
Según el censo de 2010, había 8.784 personas residiendo en Topsham. La densidad de población era de 95,29 hab./km². De los 8.784 habitantes, Topsham estaba compuesto por el 96.06% blancos, el 0.8% eran afroamericanos, el 0.32% eran amerindios, el 1.34% eran asiáticos, el 0% eran isleños del Pacífico, el 0.26% eran de otras razas y el 1.22% pertenecían a dos o más razas. Del total de la población el 1.62% eran hispanos o latinos de cualquier raza.